# Jaffueliobryum wrightii
Jaffueliobryum wrightii là một loài Rêu trong họ Grimmiaceae. Loài này được (Sull.) Thér. mô tả khoa học đầu tiên năm 1928.